# Sirthenea
Sirthenea is een geslacht van wantsen uit de familie van de Reduviidae (Roofwantsen). Het geslacht werd voor het eerst wetenschappelijk beschreven door Maximilian Spinola in 1837.

## Soorten
Het genus bevat de volgende soorten:

- Sirthenea africana Distant, 1903
- Sirthenea amazona Stål, 1866
- Sirthenea anduzei Drake & Harris, 1945
- Sirthenea angolana Villiers, 1958
- Sirthenea atra Willemse, 1985
- Sirthenea atrocyanea Horváth, 1909
- Sirthenea bequaerti Schouteden, 1913
- Sirthenea bharati Sucheta & Chopra, 1988
- Sirthenea caiana Chlond, 2008
- Sirthenea carinata (Fabricius, 1798)
- Sirthenea clavata Miller, 1948
- Sirthenea collarti Schouteden, 1931
- Sirthenea dimidiata Horváth, 1911
- Sirthenea dubia Willemse, 1985
- Sirthenea erythromelas (Walker, 1873)
- Sirthenea ferdinandi Willemse, 1985
- Sirthenea flaviceps (Signoret, 1860)
- Sirthenea flavipes (Stål, 1855)
- Sirthenea fulvipennis (Walker, 1873)
- Sirthenea glaber (Walker, 1873)
- Sirthenea glabra (Walker, 1873)
- Sirthenea jamaicensis Willemse, 1985
- Sirthenea koreana Lee & Kerzhner, 1996
- Sirthenea laevicollis Horváth, 1909
- Sirthenea leonina Horváth, 1909
- Sirthenea leontovitchi Schouteden, 1931
- Sirthenea melanota Cai & Lu, 1990
- Sirthenea nigra Cai & Tomokuni, 2004
- Sirthenea nigripes Murugan & Livingstone, 1990
- Sirthenea nigronitens (Miller, 1958)
- Sirthenea nitida Chlond, 2008
- Sirthenea obscura Stål, 1866
- Sirthenea ocularis Horváth, 1909
- Sirthenea pedestris Horváth, 1909
- Sirthenea peruviana Willemse, 1985
- Sirthenea picescens Reuter, 1887
- Sirthenea plagiata Horváth, 1909
- Sirthenea rapax Horváth, 1909
- Sirthenea rodhaini Schouteden, 1913
- Sirthenea sobria (Walker, 1873)
- Sirthenea stria (Fabricius, 1794)
- Sirthenea venezolana Maldonado, 1955
- Sirthenea vidua Horváth, 1909
- Sirthenea vittata Distant, 1902